# Вашингтонское морское соглашение (1922)
Вашингтонское морское соглашение 1922 года или Договор Пяти Держав — соглашение, заключённое между ведущими мировыми державами: США, Британской империей, Французской Республикой, Японской империей и Итальянским королевством об ограничении морских вооружений. Подписано 6 февраля 1922 года по результатам Вашингтонской конференции, проводившейся в ноябре 1921 — феврале 1922 года.
Полное официальное название договора: Treaty Between the United States of America, the British Empire, France, Italy, and Japan, Signed at Washington, February 6, 1922 (Договор между Соединёнными Штатами Америки, Британской Империей, Францией, Италией и Японией, подписанный в Вашингтоне 6 февраля 1922 года).
Договор прекратил действие в 1936 году после выхода из него Японии.

## Политическая ситуация накануне соглашения
США вышли из Первой мировой войны ведущей промышленной державой мира. Имея в 1920 году всего 6 % мирового населения, они сосредоточили в своих руках 66 % мировой добычи нефти, 60 % меди, 60 % алюминия, 50 % угля, 20 % добычи золота, 85 % производства автомобилей. Суммарная задолженность европейских стран перед США составляла 11,6 млрд долл., в том числе Великобритания — 4,7 млрд, Франция — 3,8 млрд, Италия — 1,9 млрд. Возросшая экономическая мощь США требовала расширения политического влияния этой державы.
Кроме США только Великобритания могла претендовать на статус державы мирового значения. Соперничество между этими двумя государствами стало основным узлом международных противоречий. США успешно конкурировали с Великобританией на рынках её доминионов (Канада, Австралия, Новая Зеландия), путём займов и создания сети банков вытесняли её из Южной и Центральной Америки. Важным объектом англо-американского соперничества стал Китай, где Великобритания обладала огромной собственностью и проводила политику раздела страны на сферы влияния. США противопоставляли ей политику под лозунгом «открытых дверей», вытесняя конкурентов путём экономического давления. Пересекались интересы двух держав и в борьбе за природные ресурсы — нефть, каучук, хлопок.
Другим серьёзным соперником США была Япония. В 1914—1918 годах, когда внимание ведущих держав было отвлечено войной, Япония последовательно укрепляла свои позиции на Дальнем Востоке. Путём экономического и военного давления она постепенно превращала Китай в японскую колонию. Кроме того, по Версальскому мирному договору Японии отошли бывшие германские колонии — порт Циндао и Шаньдунский полуостров. В качестве обоснования своих претензий на Китай, Япония выдвинула свой вариант «доктрины Монро» — Азия для азиатов. Интенсивно развивавшаяся в годы войны японская промышленность позволила японским товарам вытеснять английских и американских конкурентов из Китая, проникать в Латинскую Америку, в том числе в Мексику — сферу жизненных интересов США. Ситуацию осложняло то, что Япония и Англия были связаны союзным договором, срок которого истекал в 1921 году.
Определённые затруднения испытывала на Дальнем Востоке и Великобритания. Обладая в этом регионе обширными владениями и военными базами (Австралия, Новая Зеландия, Британская Малайя, Гонконг, Сингапур) и большими экономическими ресурсами (каучук, нефть), она сталкивалась с конкуренцией не только со стороны США, но и Японии, которая активно проникала в английские сферы влияния — долину Янцзы и Южный Китай. Англия всё яснее осознавала опасность усиления Японии и всё сильнее раздавались голоса за разрыв англо-японского договора.
В то же время существовали точки соприкосновения интересов Великобритании и США. США нуждались в посредничестве Англии в международной торговле. В интересах обеих стран было не допустить усиления Франции в Европе и Японии на Дальнем Востоке.

### Гонка морских вооружений
Послевоенные противоречия между тремя ведущими морскими державами — США, Великобританией и Японией — вызвали новый виток гонки морских вооружений. Планировались и закладывались корабли водоизмещением более 40 000 т, калибр орудий вырос до 16 дюймов (406 мм; на японских кораблях — 410 мм), проектировались корабли с орудиями 18 дюймов (457 мм; на японских кораблях — 460 мм) и более.
Сравнение проектов дредноутов ведущих морских держав
| Страна         | Проект        | Водоиз- мещение, т | Скорость, уз. | Главный калибр, мм | Броня (борт), мм | Броня (палуба), мм |
| -------------- | ------------- | ------------------ | ------------- | ------------------ | ---------------- | ------------------ |
| Великобритания | «G-3»         | 48 400             | 31            | 9 × 406            | 356              | 203                |
| Великобритания | «N-3»         | 48 500             | 23            | 9 × 457            | 381              | 203                |
| США            | «Лексингтон»  | 43 500             | 33½           | 8 × 406            | 191              | 51                 |
| США            | «Саут Дакота» | 43 200             | 23            | 12 × 406           | 343              | 89                 |
| Япония         | «Амаги»       | 40 000             | 30            | 10 × 410           | 254              | 152                |
| Япония         | «Кии»         | 41 400             | 29¾           | 10 × 410           | 292              | 152                |
| Япония         | «№ 13»        | 47 500             | 30            | 8 × 457            | 343              | 127                |

Англия и США традиционно делали ставку на тихоходные (23 уз.) но тяжело вооружённые и хорошо бронированные линкоры. В качестве «быстрого крыла» флота они проектировали новые линейные крейсера. К 1921 году в США на разных стадиях постройки находились 6 новых линкоров типа «Саут Дакота» и 6 самых больших и быстроходных в мире (43 500 т, 33 уз.) линейных крейсеров типа «Лексингтон».
Однако, когда стали известны тактико-технические характеристики проектируемых и строящихся японских кораблей, это вызвало беспокойство в США и европейских странах. Японские линейные крейсера превосходили американские по артиллерийской мощи и бронированию, делая американские корабли морально устаревшими ещё на стапеле. Слабым местом американских кораблей было недостаточное палубное бронирование, делавшее их уязвимыми от огня с дальней дистанции.
Увеличение размерности кораблей создавали для США ещё одну серьёзную проблему — корабли водоизмещением более 40 000 т с трудом проходили через Панамский канал. Это подрывало американскую военно-морскую стратегию, основанную на быстрой переброске флота между Тихим и Атлантическим океаном, и вынуждало США предпринять дорогостоящую реконструкцию Панамского канала. Кроме того, амбициозная программа военного строительства наталкивалась на настроения изоляционизма и экономии, крепнувшие в массе американских избирателей.
Разворачивающаяся гонка вооружений неизбежно должна была привести к военному конфликту на Дальнем Востоке. Для США такое развитие событий было опасно, так как Англия, связанная с Японией договором, могла вступить в конфликт на её стороне.
Не меньшие проблемы вызывала гонка морских вооружений в разорённой войной Европе. Великобритания, построившая в 1914—1918 годах огромный флот быстро устаревающих дредноутов, вынуждена была тратить значительные средства на его содержание и одновременно строить новые корабли.
Таким образом, в интересах большинства ведущих стран мира было установить определённые устраивающие всех ограничения в области морских вооружений. Поэтому пришедший к власти в марте 1920 года президент США Уоррен Дж. Гардинг предложил главам ведущих морских держав созвать конференцию по разоружению, которую планировалось провести в Вашингтоне.

## Ход конференции
Конференция началась 12 ноября 1921 года.
Основными вопросами, которые рассматривались на конференции, были:
- Вопрос об ограничении вооружений:
  - Ограничение линейных флотов;
  - Ограничение подводных флотов;
  - Ограничение сухопутных сил.
- Вопрос о Тихом океане:
  - Расторжение англо-японского союза;
  - Раздел сфер влияния;
  - Политика в Китае.

### Вопрос об ограничении линейных флотов
Конференцию открыл председательствовавший на ней государственный секретарь США Чарльз Хьюз. Он объявил о готовности США прекратить строительство 15 из 16 кораблей профинансированных в 1916 году: 3 из 4 линкоров типа «Колорадо», всех 6 линкоров типа «Южная Дакота» и 6 линейных крейсеров типа «Лексингтон». Взамен он предложил Великобритании и Японии прекратить строительство всех своих строящихся кораблей. На втором этапе из состава флота предлагалось исключить некоторые старые корабли, чтобы общий тоннаж линейных флотов оказался в пределах оговоренных лимитов. Заменять оставшиеся корабли разрешалось только с 1931 года (Англии, Франции и Италии было разрешено построить несколько кораблей, но этим воспользовалась только Великобритания, введя в строй 2 линкора типа «Нельсон») при условии, что лимиты по тоннажу не будут нарушены и водоизмещение новых кораблей не превысит 35 000 т, а калибр орудий — 406 мм. Срок службы кораблей должен был быть не менее 20 лет для замены.
В результате США должны были прекратить строительство 15 новых кораблей и списать 15 старых додредноутов, оставив в строю 18 кораблей. Великобритания — отказаться от строительства запланированных кораблей и списать 19 старых, оставив в строю 22 корабля. Япония — отказаться от строительства заложенных и запланированных 15 кораблей и списать 10 дредноутов, оставив в строю 10 кораблей.
В дальнейшем тоннаж линейных флотов этих стран должен находиться в соотношении 5:5:3.
Великобритания принципиально согласилась с этим предложением, за исключением 10-летнего перерыва в строительстве, который мог пагубно отразиться на британской военной промышленности. В ответ была предложена постепенная замена кораблей. Она также выступала за 43 000-тонный предел водоизмещения, считая 35 000 т недостаточным для линкора с 406-мм орудиями.
Япония настаивала на соотношении 5:5:3,5 и добивалась права достроить линкор «Муцу» типа «Нагато».
В результате дискуссии стороны пришли к соглашению. Япония получила право достроить линкор «Муцу», США — «Колорадо» и «Вест Вирджинию», Британия — построить два новых линкора — «Нельсон» и «Родней» с учётом ограничений по водоизмещению и калибру орудий. Взамен Япония дополнительно утилизировала 1 корабль, США — 2, а Британия по вступлении в строй новых кораблей — 4.
Соотношение тоннажей 5:5:3 осталось без изменения. Взамен США и Англия согласились ограничить строительство и укрепление военных баз на островах Тихого океана.

### Вопрос об ограничении подводных флотов
Одним из самых серьёзных спорных вопросов на конференции был тоннаж подводного флота. По проекту Хьюза, США и Англия получали квоту по 90 тыс. т каждая, Япония — 40 тыс. В США были сильны настроения за полное запрещение подводных лодок.
Дискуссия по этому вопросу продолжалась более недели. Англия, отказавшись от принципа «двух флотов», стремилась компенсировать сокращение линейного флота строительством подводных лодок и требовала сократить подводный флот своей традиционной соперницы Франции. В качестве аргумента приводился опыт неограниченной подводной войны Германии в Первую мировую войну. По мнению английской делегации, Франция, обладая обширной сетью военно-морских баз, представляла большую угрозу, чем Германия.
Франция, имевшая по сравнению с Англией незначительный линейный флот, потребовала для себя равную с Англией квоту по подводным лодкам — 90 тыс. т, полагая, что только подводные лодки могут гарантировать безопасность её территории. Похожую позицию на конференции занимали Италия и Япония.
США, приняв в этой дискуссии сторону Англии, предложили Франции квоту 60 тыс. т. Связавшись по телеграфу с правительством, делегация Франции ответила отказом. Это означало срыв договорённости по подводным лодкам. В итоге подводные лодки остались без ограничений вообще.

### Вопрос об ограничении сухопутных сил
В связи с ограничением военных флотов, на конференции обсуждался вопрос о сухопутных силах. В качестве одного из аргументов против увеличения французского подводного флота английская делегация выразила беспокойство тем, что французская армия (800 тыс. человек и 2000 самолётов) значительно превосходит необходимые силы для защиты границ с Германией и направлена против Англии. В ответ Франция соглашалась сократить свою сухопутную армию, если страны-участники согласятся гарантировать безопасность Франции со стороны Германии. Это предложение было отклонено, и вопрос о сокращении армии не нашёл отражения в документах конференции. Также после этого Франция потребовала сокращения линейного флота у Англии.

### Вопрос о расторжении англо-японского союза
Вопрос о расторжении англо-японского договора 1902 года был ключевым вопросом для США. Намереваясь вступить в экономическое и, вероятно, военное противоборство с Японией на Тихом океане, США стремились лишить своего соперника поддержки такой мощной державы, как Англия. В качестве рычагов давления на Англию США использовало её огромный долг, составлявший более 4 млрд долл., и обострение отношений Японии с английскими доминионами (Канадой, Австралией и Новой Зеландией), которое в случае поддержки Японии Англией грозило развалом Британского содружества.
В результате англо-японский договор был расторгнут и вместо него 13 декабря 1921 года было подписано «четверное согласие» Англии, США, Японии и Франции, которое считается главным успехом США на Вашингтонской конференции. Четверное согласие не нашло отражения в договоре о сокращении морских вооружений и было оформлено отдельным документом.

### Вопрос о разделе сфер влияния на Тихом океане
Одним из важнейших для Японии вопросов был вопрос о сохранении «статус кво» на Тихом океане. Чтобы обезопасить себя от военной экспансии США в этом регионе, Япония добивалась запрещения на создание новых и укрепления существующих военных баз на тихоокеанских островах. Ценой уступки в тоннаже линейного флота, Японии удалось добиться этой цели. По статье XIX договора США запрещалось, в частности, строить укрепления на Филиппинах и острове Гуам, хотя они и добились исключения из этой статьи своего тихоокеанского побережья и Гавайских островов. Великобритания теряла право укреплять свои базы восточнее меридиана 110° в. д. (включая Гонконг), однако в эту зону не входил Сингапур, главная английская база в этом регионе.

### Вопрос о политике в Китае
Большое место на конференции занимал вопрос о политике в Китае. Однако этот вопрос не имел отношения к договору об ограничении морских вооружений. По этому вопросу было заключено отдельное соглашение, известное как «трактат девяти держав» (США, Британской империи, Франции, Японии, Италии, Бельгии, Голландии, Португалии и Китая). Трактат обязывал уважать суверенитет, независимость и территориальную целостность Китая и утверждал американский принцип «открытых дверей» в противовес английскому и японскому принципу «сфер влияния», однако не предусматривал никаких гарантий его выполнения. По договору Япония должна была уйти с Шандунского полуострова, доставшегося ей по Версальскому договору, и фактически отказаться от навязанного Китаю договора 1916 года («21 требование»), хотя формально этот договор оставался в силе.

## Основные положения договора
Договор впервые установил новое понятие — «стандартное водоизмещение корабля», то есть водоизмещение полностью оборудованного корабля, но без топлива и питательной воды для котлов.
В части ограничения морских вооружений договор касается:
- Капитальных кораблей (capital ship), то есть линкоров и линейных крейсеров, к которым относятся боевые корабли со стандартным водоизмещением свыше 10 000 тонн (10 160 метрических тонн[7]) или с орудиями калибра свыше 8 дюймов (203 мм) и не являющиеся авианосцами;
- Авианосцев, то есть боевых кораблей со стандартным водоизмещением свыше 10 000 тонн (10 160 метрических тонн), спроектированных исключительно с целью нести самолёты.

### Ограничения на капитальные корабли (линкоры и линейные крейсера)
Договор накладывает следующие ограничения на тоннаж капитальных кораблей, находящихся во флотах договаривающихся сторон:
Ограничения на тоннаж капитальных кораблей
| Страна             | Максимальный тоннаж | Максимальный тоннаж |
| Страна             | длинные тонны       | тонны               |
| ------------------ | ------------------- | ------------------- |
| США                | 525 000             | 533 400             |
| Британская империя | 525 000             | 533 400             |
| Япония             | 315 000             | 320 040             |
| Франция            | 175 000             | 177 800             |
| Италия             | 175 000             | 177 800             |

Договаривающимся сторонам запрещается строить капитальные корабли со стандартным водоизмещением более 35 000 т и с орудиями калибра более 406 мм. Ограничения не касаются уже построенных линкоров и линейных крейсеров с водоизмещением свыше 35 000 т.
В договоре приведены списки капитальных кораблей, которые каждая из договаривающихся стран имеет права оставить в строю. Остальные корабли подлежат утилизации, за возможным исключением двух, которые можно перестроить в авианосцы.
Оговорены также способы утилизации боевых кораблей, исключающиее их дальнейшее использование в этом качестве и порядок замены выводимых из состава флота старых кораблей новыми.
Данные об утилизируемых и остающихся в строю линкорах и линейных крейсерах
| Страна             | Утилизируемые корабли | Утилизируемые корабли | Утилизируемые корабли | Остающиеся корабли | Остающиеся корабли | Остающиеся корабли | Остающиеся корабли |
| Страна             | Всего                 | из них:               | из них:               | Всего              | из них:            | из них:            | тоннаж             |
| Страна             | Всего                 | в строю               | строятся              | Всего              | старые             | новые              | тоннаж             |
| ------------------ | --------------------- | --------------------- | --------------------- | ------------------ | ------------------ | ------------------ | ------------------ |
| США                | 30                    | 17                    | 13                    | 18                 | 15                 | 3                  | 525 850            |
| Британская империя | 23                    | 19                    | 4                     | 23                 | 21                 | 1                  | 580 450            |
| Япония             | 16                    | 10                    | 6                     | 10                 | 8                  | 2                  | 301 320            |
| Франция            |                       |                       |                       | 10                 | 10                 |                    | 221 170            |
| Италия             |                       |                       |                       | 10                 | 10                 |                    | 182 800            |

### Ограничения на авианосцы
Договор накладывает следующие ограничения на тоннаж авианосцев, находящихся во флотах договаривающихся сторон:
Ограничения на тоннаж авианосцев
| Страна             | Максимальный тоннаж | Максимальный тоннаж | Соотно- шение: |
| Страна             | длинные тонны       | тонны               | Соотно- шение: |
| ------------------ | ------------------- | ------------------- | -------------- |
| США                | 135 000             | 137 160             | 2,25           |
| Британская империя | 135 000             | 137 160             | 2,25           |
| Япония             | 81 000              | 82 296              | 1,35           |
| Франция            | 60 000              | 60 960              | 1              |
| Италия             | 60 000              | 60 960              | 1              |

Стандартное водоизмещение авианосцев не должно превышать 27 000 длинных тонн, за исключением двух авианосцев, которые могут иметь водоизмещение до 33 000 дл. т и для строительства которых можно использовать корпуса линкоров и линейных крейсеров, которые утилизируются в соответствии с договором.
На количество и калибр артиллерии, имеющейся на авианосцах, накладывались следующие ограничения:
Ограничения на артиллерийское вооружение авианосцев
| Категория авианосцев                                                              | Ограничения на артиллерию                                                |
| --------------------------------------------------------------------------------- | ------------------------------------------------------------------------ |
| Все авианосцы                                                                     | Запрещаются орудия калибра более 203 мм                                  |
| Все авианосцы                                                                     | Количество зенитных орудий и орудий калибра 127 мм и менее не ограничено |
| Авианосцы, не имеющие орудий калибра более 152 мм                                 | Количество орудий не ограничено                                          |
| Авианосцы, имеющие орудия калибра более 152 мм (водоизмещение до 27 000 дл. т)    | Количество орудий калибра 128—203 мм, не считая зенитных, не более 10    |
| Авианосцы, имеющие орудия калибра более 152 мм (водоизмещение более 27 000 дл. т) | Количество орудий калибра 128—203 мм, не считая зенитных, не более 8     |

### Ограничения на другие классы кораблей и судов
Никакие другие боевые корабли, кроме капитальных кораблей и авианосцев, не могут иметь стандартное водоизмещение более 10 000 т. На транспортные и вспомогательные корабли это ограничение не распространяется.
Никакие другие корабли и суда, кроме капитальных кораблей, не могут нести орудия калибром более 203 мм.
В мирное время на гражданских судах запрещаются любые приготовления с целью установки вооружения или перестройки их в военные корабли, кроме укрепления палубы под орудия калибром не более 152 мм.
Корабли и суда, строящиеся участниками договора для других стран, подчиняются тем же ограничениям, однако водоизмещение авианосцев не может превышать 27 000 т.

### Ограничения на укрепления и военно-морские базы
Договаривающимся сторонам запрещается строить укрепления и военно-морские базы, укреплять береговую оборону и расширять мощности по ремонту и обслуживанию флота на следующих территориях:
| Страна             | Территории, где запрещено строить укрепления и базы | Исключения                                                                                          |
| ------------------ | --- | --------------------------------------------------------------------------------------------------- |
| США                | Островные владения, которые США имеют сейчас и приобретут в будущем                                                                                                | а. Побережье США, Аляски (кроме Алеутских островов) и Зоны Панамского канала; б. Гавайские острова. |
| Британская империя | Гонконг и островные владения, которыми Британская Империя владеет и приобретёт в будущем в Тихом океане восточнее 110° в. д.                                       | а. Владения, прилегающие к побережью Канады; б. Австралийское содружество и Новая Зеландия.         |
| Япония             | Курильские острова, острова Бонин, Амами-Ошима, острова Лучу, Формоза и Пескадоры, другие островные территории в Тихом океане, нынешние и приобретённые в будущем. | Нет                                                                                                 |

Под данные ограничения не попадают обычный ремонт и замещение изношенного вооружения и оборудования.

## Результаты соглашения
Договор закрепил реальное соотношение сил в морских вооружениях, достигнутое к началу 1920-х годов. США признавалась, наряду с Великобританией, ведущей морской державой мира. Великобритания была вынуждена отказаться от принципа «двух флотов», согласно которому флот Англии должен превосходить суммарный флот двух следующих за ней морских держав. Договор, однако, не ограничивал крейсерские, миноносные и подводные силы.
Договор ограничивал для США и Великобритании возможности строительства и укрепления своих военных баз на Тихом океане, обеспечивая Японии сохранение стратегических преимуществ в этом регионе.
Согласно договору, каждой из участвующих сторон разрешалось перестроить в авианосец два подлежащих утилизации крупных боевых корабля. Все участники, кроме Италии, воспользовались этой возможностью, построив 7 новых авианосцев. Таким образом, Вашингтонский договор дал толчок к стремительному развитию морской авиации.
Авианосцы, перестроенные из линкоров и линейных крейсеров
| Авианосец    | Страна   | Что перестроено                    |
| ------------ | -------- | ---------------------------------- |
| «Лексингтон» | США      | Линейный крейсер типа «Лексингтон» |
| «Саратога»   | США      | Линейный крейсер типа «Лексингтон» |
| «Корейджес»  | Британия | Линейный крейсер типа «Корейджес»  |
| «Глориэс»    | Британия | Линейный крейсер типа «Корейджес»  |
| «Акаги»      | Япония   | Линейный крейсер типа «Амаги»      |
| «Кага»       | Япония   | Линейный корабль типа «Тоса»       |
| «Беарн»      | Франция  | Линейный корабль типа «Нормандия»  |

## Списки кораблей
Условные обозначения
| Корабли, утилизированные по условиям договора                                    |
| Корабли, утилизированные до начала конференции (представлены для полноты списка) |
| Корабли, оставленные в строю, либо перестроенные в авианосцы                     |

### США
| Корабль                                                                        | Заложен                                      | Спущен                                       | В строю                                      | Списан                                       | Прим.                                                    |
| ЛК типа «Мэн» (12 500 т, 18 уз., 4 × 305 мм)                                   | ЛК типа «Мэн» (12 500 т, 18 уз., 4 × 305 мм) | ЛК типа «Мэн» (12 500 т, 18 уз., 4 × 305 мм) | ЛК типа «Мэн» (12 500 т, 18 уз., 4 × 305 мм) | ЛК типа «Мэн» (12 500 т, 18 уз., 4 × 305 мм) | ЛК типа «Мэн» (12 500 т, 18 уз., 4 × 305 мм)             |
| ------------------------------------------------------------------------------ | -------------------------------------------- | -------------------------------------------- | -------------------------------------------- | -------------------------------------------- | -------------------------------------------------------- |
| BB-10 «Мэн»                                                                    | 15.02.1899                                   | 27.07.1901                                   | 29.12.1902                                   | 15.05.1920                                   |                                                          |
| BB-11 «Миссури»                                                                | 07.02.1900                                   | 28.12.1901                                   | 01.12.1903                                   | 08.09.1919                                   |                                                          |
| BB-12 «Огайо»                                                                  | 22.04.1899                                   | 18.05.1901                                   | 01.12.1903                                   | 08.09.1919                                   |                                                          |
| ЛК типа «Вирджиния» (15 000 т, 19 уз., 4 × 305 мм)                             |                                              |                                              |                                              |                                              |                                                          |
| BB-13 «Вирджиния»                                                              | 21.05.1902                                   | 06.04.1904                                   | 07.05.1906                                   | 13.08.1920                                   |                                                          |
| BB-14 «Небраска»                                                               | 04.07.1902                                   | 07.10.1904                                   | 01.07.1907                                   | 02.07.1920                                   |                                                          |
| BB-15 «Джорджия»                                                               | 31.08.1901                                   | 11.10.1904                                   | 24.09.1906                                   | 15.07.1920                                   |                                                          |
| BB-16 «Нью-Джерси»                                                             | 02.04.1902                                   | 10.11.1904                                   | 11.05.1906                                   | 06.08.1920                                   |                                                          |
| BB-17 «Род-Айленд»                                                             | 01.05.1902                                   | 17.05.1904                                   | 19.02.1906                                   | 30.06.1920                                   |                                                          |
| ЛК типа «Коннектикут» (16 000 т, 18 уз., 4 × 305 мм)                           |                                              |                                              |                                              |                                              |                                                          |
| BB-18 «Коннектикут»                                                            | 10.03.1903                                   | 29.09.1904                                   | 29.09.1906                                   | 01.03.1923                                   |                                                          |
| BB-19 «Луизиана»                                                               | 07.02.1903                                   | 27.08.1904                                   | 02.06.1906                                   | 20.10.1920                                   |                                                          |
| BB-20 «Вермонт»                                                                | 21.05.1904                                   | 31.08.1905                                   | 04.03.1907                                   | 30.06.1920                                   |                                                          |
| BB-21 «Канзас»                                                                 | 10.02.1904                                   | 12.08.1905                                   | 18.04.1907                                   | 16.12.1921                                   |                                                          |
| BB-22 «Миннесота»                                                              | 27.10.1903                                   | 08.04.1905                                   | 09.03.1907                                   | 01.12.1921                                   |                                                          |
| BB-25 «Нью-Гемпшир»                                                            | 01.05.1905                                   | 30.06.1906                                   | 19.03.1908                                   | 21.05.1921                                   |                                                          |
| ЛК типа «Миссисипи» (13 000 т, 17 уз., 4 × 305 мм)                             |                                              |                                              |                                              |                                              |                                                          |
| BB-23 «Миссисипи»                                                              | 12.05.1904                                   | 30.09.1905                                   | 01.02.1908                                   | 21.07.1914                                   | продан Греции до начала Первой миировой войны            |
| BB-24 «Айдахо»                                                                 | 12.05.1904                                   | 09.12.1905                                   | 01.04.1908                                   | 30.07.1914                                   | продан Греции до начала Первой миировой войны            |
| Линейные корабли типа «Саут Кэролайна» (16 000 т, 19 уз., 8 × 305 мм)          |                                              |                                              |                                              |                                              |                                                          |
| BB-26 «Юж. Каролина»                                                           | 18.12.1906                                   | 01.07.1908                                   | 01.03.1910                                   | 15.12.1921                                   |                                                          |
| BB-27 «Мичиган»                                                                | 17.12.1906                                   | 26.05.1908                                   | 04.01.1910                                   | 11.02.1922                                   |                                                          |
| Линейные корабли типа «Делавэр» (20 000 т, 21 уз., 10 × 305 мм)                |                                              |                                              |                                              |                                              |                                                          |
| BB-28 «Делавэр»                                                                | 11.11.1907                                   | 06.02.1909                                   | 04.04.1910                                   | 10.11.1923                                   | Заменён на BB-45 «Колорадо» в 1923 году                  |
| BB-29 «Сев. Дакота»                                                            | 16.12.1907                                   | 10.11.1908                                   | 11.04.1910                                   | 22.11.1923                                   | Заменён на BB-48 «Зап. Вирджиния» в 1923 году            |
| Линейные корабли типа «Флорида» (21 825 т, 21 уз., 10 × 305 мм)                |                                              |                                              |                                              |                                              |                                                          |
| BB-30 «Флорида»                                                                | 08.03.1909                                   | 12.05.1910                                   | 15.09.1911                                   | 16.02.1931                                   |                                                          |
| BB-31 «Юта»                                                                    | 09.03.1909                                   | 23.12.1909                                   | 31.08.1911                                   | 05.09.1944                                   |                                                          |
| Линейные корабли типа «Вайоминг» (26 000 т, 21 уз., 12 × 305 мм)               |                                              |                                              |                                              |                                              |                                                          |
| BB-32 «Вайоминг»                                                               | 09.02.1910                                   | 25.05.1911                                   | 25.09.1912                                   | 01.08.1947                                   |                                                          |
| BB-33 «Арканзас»                                                               | 25.01.1910                                   | 14.01.1911                                   | 17.09.1912                                   | 29.07.1946                                   |                                                          |
| Линейные корабли типа «Нью-Йорк» (27 000 т, 21 уз., 10 × 356 мм)               |                                              |                                              |                                              |                                              |                                                          |
| BB-34 «Нью-Йорк»                                                               | 11.09.1911                                   | 30.10.1912                                   | 15.04.1914                                   | 29.08.1946                                   |                                                          |
| BB-35 «Техас»                                                                  | 17.04.1911                                   | 18.05.1912                                   | 12.03.1914                                   | 21.04.1948                                   |                                                          |
| Линейные корабли типа «Невада» (27 500 т, 20,5 уз., 10 × 356 мм)               |                                              |                                              |                                              |                                              |                                                          |
| BB-36 «Невада»                                                                 | 04.11.1912                                   | 11.07.1914                                   | 11.03.1916                                   | 29.08.1946                                   |                                                          |
| BB-37 «Оклахома»                                                               | 26.10.1912                                   | 23.03.1914                                   | 02.05.1916                                   | 01.09.1944                                   |                                                          |
| Линейные корабли типа «Пенсильвания» (31 400 т, 21 уз., 12 × 356 мм)           |                                              |                                              |                                              |                                              |                                                          |
| BB-38 «Пенсильвания»                                                           | 27.10.1913                                   | 16.03.1915                                   | 12.06.1916                                   | 19.08.1946                                   |                                                          |
| BB-39 «Аризона»                                                                | 16.03.1914                                   | 19.06.1915                                   | 17.10.1916                                   | 07.12.1941                                   |                                                          |
| Линейные корабли типа «Нью-Мексико» (32 000 т, 21 уз., 12 × 356 мм)            |                                              |                                              |                                              |                                              |                                                          |
| BB-40 «Нью-Мексико»                                                            | 14.10.1915                                   | 13.04.1917                                   | 20.05.1918                                   | 19.07.1946                                   |                                                          |
| BB-41 «Миссисипи»                                                              | 05.04.1915                                   | 25.01.1917                                   | 18.12.1917                                   | 17.09.1956                                   |                                                          |
| BB-42 «Айдахо»                                                                 | 05.04.1915                                   | 30.06.1917                                   | 24.03.1919                                   | 03.07.1946                                   |                                                          |
| Линейные корабли типа «Теннесси» (32 300 т, 21 уз., 12 × 356 мм)               |                                              |                                              |                                              |                                              |                                                          |
| BB-43 «Теннесси»                                                               | 14.05.1917                                   | 30.04.1919                                   | 03.06.1920                                   | 14.02.1947                                   |                                                          |
| BB-44 «Калифорния»                                                             | 25.10.1916                                   | 20.11.1919                                   | 10.08.1921                                   | 14.02.1947                                   |                                                          |
| Линейные корабли типа «Колорадо» (32 600 т, 21 уз., 8 × 406 мм)                |                                              |                                              |                                              |                                              |                                                          |
| BB-45 «Колорадо»                                                               | 29.05.1919                                   | 22.03.1921                                   | 30.08.1923                                   |                                              | В строю с 1923 года вместо BB-28 «Делавэр»               |
| BB-46 «Мэриленд»                                                               | 24.04.1917                                   | 20.03.1920                                   | 21.07.1921                                   |                                              |                                                          |
| BB-47 «Вашингтон»                                                              | 30.06.1919                                   | 01.09.1921                                   |                                              | 08.02.1922                                   | Готовность 76 %                                          |
| BB-48 «Зап. Вирджиния»                                                         | 12.04.1920                                   | 17.11.1921                                   | 01.12.1923                                   |                                              | В строю с 1923 года вместо BB-29 «Сев. Дакота»           |
| Линейные корабли типа «Саут Дакота» (43 200 т, 23 уз., 12 × 406 мм, 343/89 мм) |                                              |                                              |                                              |                                              |                                                          |
| BB-49 «Юж. Дакота»                                                             | 15.03.1920                                   |                                              |                                              | 08.02.1922                                   | Готовность 38 %                                          |
| BB-50 «Индиана»                                                                | 01.11.1920                                   |                                              |                                              | 08.02.1922                                   | Готовность 35 %                                          |
| BB-51 «Монтана»                                                                | 01.09.1920                                   |                                              |                                              | 08.02.1922                                   | Готовность 28 %                                          |
| BB-52 «Сев. Каролина»                                                          | 12.01.1920                                   |                                              |                                              | 08.02.1922                                   | Готовность 37 %                                          |
| BB-53 «Айова»                                                                  | 17.05.1920                                   |                                              |                                              | 08.02.1922                                   | Готовность 32 %                                          |
| BB-54 «Массачусетс»                                                            | 04.04.1921                                   |                                              |                                              | 08.02.1922                                   |                                                          |
| Линейные крейсера типа «Лексингтон» (43 500 т, 33 уз., 8 × 406 мм, 191/51 мм)  |                                              |                                              |                                              |                                              |                                                          |
| CC-1 «Лексингтон»                                                              | 08.01.1921                                   | 03.10.1925                                   | 14.12.1927                                   | 08.05.1942 (погиб)                           | Готовность 34 % Перестроен в авианосец CV-2 «Лексингтон» |
| CC-2 «Конститьюшн»                                                             | 08.1920                                      |                                              |                                              | 08.02.1922                                   |                                                          |
| CC-3 «Саратога»                                                                | 25.09.1920                                   | 07.04.1925                                   | 16.11.1927                                   | 15.08.1946                                   | Готовность 35 % Перестроен в авианосец CV-3 «Саратога»   |
| CC-4 «Рейнджер»                                                                | 23.06.1921                                   |                                              |                                              | 08.02.1922                                   |                                                          |
| CC-5 «Констеллейшн»                                                            | 09.1920                                      |                                              |                                              | 08.02.1922                                   |                                                          |
| CC-6 «Юнайтед Стейтс»                                                          | 25.09.1920                                   |                                              |                                              | 08.02.1922                                   |                                                          |

### Япония
| Корабль                                                            | Заложен                                                | Спущен                                                 | В строю                                                | Списан                                                 | Прим.                                                                                   |
| Броненосец «Сикисима» (14 850 тонн, 18 у., 4 × 305-мм)             | Броненосец «Сикисима» (14 850 тонн, 18 у., 4 × 305-мм) | Броненосец «Сикисима» (14 850 тонн, 18 у., 4 × 305-мм) | Броненосец «Сикисима» (14 850 тонн, 18 у., 4 × 305-мм) | Броненосец «Сикисима» (14 850 тонн, 18 у., 4 × 305-мм) | Броненосец «Сикисима» (14 850 тонн, 18 у., 4 × 305-мм)                                  |
| ------------------------------------------------------------------ | ------------------------------------------------------ | ------------------------------------------------------ | ------------------------------------------------------ | ------------------------------------------------------ | --------------------------------------------------------------------------------------- |
| «Сикисима»                                                         | 29.03.1897                                             | 01.11.1898                                             | 26.01.1900                                             | 1948                                                   | Разоружен в 1923                                                                        |
| Броненосец «Асахи» (15 200 тонн, 18 у., 4 × 305-мм)                |                                                        |                                                        |                                                        |                                                        |                                                                                         |
| «Асахи»                                                            | 01.08.1898                                             | 13.03.1899                                             | 28.04.1900                                             | 15.06.1942                                             | Разоружен в 1922                                                                        |
| Броненосец «Ретвизан» (12 708 тонн., 18 у., 4 × 305-мм)            |                                                        |                                                        |                                                        |                                                        |                                                                                         |
| «Хидзэн»(«Ретвизан»)                                               | 29.07.1899                                             | 23.10.1900                                             | 23.03.1902                                             | 20.09.1923                                             |                                                                                         |
| Броненосец «Микаса» (15 140 тонн, 18 у., 4 × 305-мм)               |                                                        |                                                        |                                                        |                                                        |                                                                                         |
| «Микаса»                                                           | 24.01.1899                                             | 08.11.1900                                             | 01.03.1902                                             | 20.09.1923                                             | Превращен в корабль-музей                                                               |
| Броненосцы типа «Катори» (16 000 тонн, 18 у., 4 × 305-мм)          |                                                        |                                                        |                                                        |                                                        |                                                                                         |
| «Касима»                                                           | 29.02.1904                                             | 22.03.1905                                             | 23.09.1906                                             | 20.09.1923                                             |                                                                                         |
| «Катори»                                                           | 27.04.1904                                             | 04.07.1905                                             | 20.09.1907                                             | 23.10.1923                                             |                                                                                         |
| Броненосцы типа «Сацума» (19 500 тонн, 18 у., 4 × 305-мм)          |                                                        |                                                        |                                                        |                                                        |                                                                                         |
| «Сацума»                                                           | 15.05.1905                                             | 15.11.1906                                             | 25.03.1910                                             | 20.09.1923                                             |                                                                                         |
| «Аки»                                                              | 15.03.1906                                             | 15.04.1907                                             | 11.03.1911                                             | 1923                                                   |                                                                                         |
| Броненосный крейсер типа «Цукуба» (13 750 тонн, 20 у., 4 × 305-мм) |                                                        |                                                        |                                                        |                                                        |                                                                                         |
| «Икома»                                                            | 15.03.1905                                             | 09.04.1906                                             | 24.03.1908                                             | 20.09.1923                                             |                                                                                         |
| Броненосные крейсера типа «Ибуки» (14 600 тонн, 21 у., 4 × 305-мм) |                                                        |                                                        |                                                        |                                                        |                                                                                         |
| «Ибуки»                                                            | 22.09.1907                                             | 21.11.1907                                             | 01.11.1909                                             | 20.09.1923                                             |                                                                                         |
| «Курама»                                                           | 23.08.1905                                             | 21.10.1907                                             | 28.02.1911                                             | 20.09.1923                                             |                                                                                         |
| Линейный корабль типа «Кавати» (21 787 тонн, 20 у., 12 × 305-мм)   |                                                        |                                                        |                                                        |                                                        |                                                                                         |
| «Сэтцу»                                                            | 18.01.1909                                             | 30.03.1911                                             | 31.03.1912                                             | 01.09.1924                                             |                                                                                         |
| Линейные корабли типа «Фусо» (34 700 тонн, 24 у., 12 × 356-мм)     |                                                        |                                                        |                                                        |                                                        |                                                                                         |
| «Фусо»                                                             | 11.03.1912                                             | 28.03.1914                                             | 08.11.1915                                             | 25.10.1944                                             |                                                                                         |
| «Ямасиро»                                                          | 20.11.1912                                             | 03.11.1915                                             | 31.03.1917                                             | 25.10.1944                                             |                                                                                         |
| Линейные корабли типа «Исэ» (36 000 тонн, 25 у., 12 × 356-мм)      |                                                        |                                                        |                                                        |                                                        |                                                                                         |
| «Исэ»                                                              | 10.09.1915                                             | 02.11.1916                                             | 15.12.1917                                             | 28.07.1945                                             |                                                                                         |
| «Хюга»                                                             | 06.09.1915                                             | 27.01.1917                                             | 30.04.1918                                             | 27.07.1945                                             |                                                                                         |
| Линейные корабли типа «Нагато» (39 200 тонн, 25 у., 8 × 410-мм)    |                                                        |                                                        |                                                        |                                                        |                                                                                         |
| «Нагато»                                                           | 28.08.1917                                             | 09.11.1919                                             | 25.11.1920                                             | 15.09.1945                                             |                                                                                         |
| «Муцу»                                                             | 01.06.1918                                             | 31.09.1920                                             | 24.10.1921                                             | 08.06.1943                                             |                                                                                         |
| Линейные корабли типа «Тоса» (39 990 тонн, 26 у., 10 × 410-мм)     |                                                        |                                                        |                                                        |                                                        |                                                                                         |
| «Тоса»                                                             | 16.02.1920                                             | 18.12.1921                                             |                                                        | 05.02.1922                                             |                                                                                         |
| «Кага»                                                             | 19.07.1920                                             | 17.11.1921                                             | 31.03.1929                                             | 04.06.1942                                             | Перестроен в авианосец «Кага» вместо поврежденного «Амаги»                              |
| Линейные крейсера типа «Конго» (32 000 тонн, 30 у., 8 × 356-мм)    |                                                        |                                                        |                                                        |                                                        |                                                                                         |
| «Конго»                                                            | 17.01.1911                                             | 18.09.1912                                             | 16.08.1913                                             | 21.11.1944                                             |                                                                                         |
| «Хиэй»                                                             | 04.11.1911                                             | 21.11.1912                                             | 21.11.1914                                             | 13.11.1942                                             |                                                                                         |
| «Кирисима»                                                         | 17.03.1912                                             | 01.12.1913                                             | 01.12.1913                                             | 15.11.1942                                             |                                                                                         |
| «Харуна»                                                           | 16.03.1912                                             | 14.12.1913                                             | 14.12.1915                                             | 28.07.1945                                             |                                                                                         |
| Линейные крейсера типа «Амаги» (42 300 тонн, 30 у., 10 × 410-мм)   |                                                        |                                                        |                                                        |                                                        |                                                                                         |
| «Амаги»                                                            | 16.12.1920                                             |                                                        |                                                        | 1923                                                   | Готовность 40 % Планировался к перестройке в авианосец, но был поврежден землетрясением |
| «Акаги»                                                            | 06.12.1920                                             | 22.04.1925                                             | 25.03.1927                                             | 05.06.1942                                             | Готовность 40 % Перестроен в авианосец «Акаги»                                          |
| «Атаго»                                                            | 22.11.1921                                             |                                                        |                                                        | 1924                                                   |                                                                                         |
| «Такао»                                                            | 19.12.1921                                             |                                                        |                                                        | 1924                                                   |                                                                                         |

## Прекращение действия
Договор воспринимался как несправедливый военными Японии, так как ограничивал соотношение судов США, Великобритании и Японии в отношении 5:5:3. Однако это в какой-то степени компенсировалось концентрацией японского флота в районе Тихого океана. Кроме того, поддерживать полный паритет было бы непосильным для Японии ввиду превосходящего промышленного потенциала США и Великобритании.
Исороку Ямамото, который позднее спланировал нападение на Пёрл-Харбор, выступал за соблюдение договора. По его мнению, США  могли произвести значительно больше кораблей, чем диктовалось условиями договора. Экономическую мощь США он смог оценить во время пребывания в Вашингтоне в качестве военно-морского атташе посольства Японии. "Любой, кто видел автомобильные заводы Детройта и нефтяные скважины Техаса, знает, что Япония не в состоянии выдержать морскую гонку с Америкой". "Это соотношение приносит пользу Японии - договор нужен, чтобы ограничить возможности остальных сторон". Ямамото считал, что даже максимально возможное увеличение промышленного производства не поможет Японии и уравнять шансы можно только военными средствами.
Япония сделала формальное уведомление о выходе из договора 29 декабря 1934 года.
Срок действия договора истёк в конце 1936 года.

## Интересные факты
- В разгар конференции в Вашингтон прибыла делегация ДВР, требуя участия в обсуждении дальневосточных вопросов. Получив отказ, делегация опубликовала в открытой печати секретные документы, касающиеся интервенции капиталистических стран на Советском Дальнем Востоке. Эти публикации наделали много шума, однако действия не возымели[24].
- В преамбуле соглашения содержится перечень лиц, подписавших документ, с указанием всех многочисленных званий, наград и аристократических титулов. Только в списке американской делегации сказано коротко: «граждане Соединённых Штатов»[1].